# Vanhoeffenura argentica
Vanhoeffenura argentica är en kräftdjursart som först beskrevs av George och Menzies 1968.  Vanhoeffenura argentica ingår i släktet Vanhoeffenura och familjen Munnopsidae. Inga underarter finns listade i Catalogue of Life.